# (9191) Hokuto
(9191) Hokuto – planetoida z pasa głównego okrążająca Słońce w ciągu 4 lat i 73 dni w średniej odległości 2,6 j.a. Została odkryta 13 grudnia 1991 roku w obserwatorium w Kiyosato przez Satoru Ōtomo. Nazwa planetoidy pochodzi od Hokuto-shi, rodzinnego miasta odkrywcy. Przed nadaniem nazwy planetoida nosiła oznaczenie tymczasowe (9191) 1991 XU.